# National League 1884
National League 1884 var den niende sæson i baseballligaen National League, og ligaen havde deltagelse af otte hold. Kampene blev spillet i perioden 1. maj – 15. oktober 1884. Mesterskabet blev vundet af Providence Grays, som vandt 84 og tabte 28 kampe, og som dermed vandt National League for anden gang – den første gang var i 1879.

## Resultater
| Plac. | Hold                    | Kampe | Vundne | Uafgj. | Tabte | Proc.  |
| ----- | ----------------------- | ----- | ------ | ------ | ----- | ------ |
| 1.    | Providence Grays        | 114   | 84     | 2      | 28    | 75,0 % |
| 2.    | Boston Beaneaters       | 116   | 73     | 5      | 38    | 65,8 % |
| 3.    | Buffalo Bisons          | 115   | 64     | 4      | 47    | 57,7 % |
| 4.    | Chicago White Stockings | 113   | 62     | 1      | 50    | 55,4 % |
| 5.    | New York Gothams        | 116   | 62     | 4      | 50    | 55,4 % |
| 6.    | Philadelphia Quakers    | 113   | 39     | 1      | 73    | 34,8 % |
| 7.    | Cleveland Blues         | 113   | 35     | 1      | 77    | 31,3 % |
| 8.    | Detroit Wolverines      | 114   | 28     | 2      | 74    | 25,0 % |